# Cueva de Cambriles
La cueva de Cambriles está en un oculto y camuflado paraje de muy difícil acceso, cercano a Ladruñán, población de Aragón (España) perteneciente al término municipal de Castellote (provincia de Teruel). En ella se escondieron durante 14 meses numerosos perseguidos por el bando republicano durante la guerra civil española de 1936-39. Existe aún, cuando estamos a comienzos del siglo XXI, en aquella comarca del Bajo Aragón, una especie de leyenda en torno a aquel suceso y a aquellos hombres. Se habla de la disciplina dentro del recinto, de los métodos de subsistencia, de la forma de actuar para no ser descubiertos.
En el periódico zaragozano El Noticiero de fecha 12 de noviembre de 1939, se trae la noticia del hecho y del lugar de la siguiente forma: "La caverna está situada en un lugar inaccesible y nadie sabía su existencia a tantos metros de altura (unos 11). En verano de 1934, las frecuentes idas y venidas de un águila, que allí tenía su nido, la dieron a conocer al pastor de Ladruñán, Domingo Folch. Entonces trabajaba en El Higueral y la dio a conocer a dos vecinos de Ladruñán, Vidal Royo y Aniceto Brea, que buscaban refugio. Era el mes de agosto de 1936 y guiados por Domingo Folch reconocieron la cueva y vieron con sorpresa, que era un espacioso recinto capaz de albergar un número grande de personas. Llegó a refugiarse durante 14 meses, de forma permanente, una población de 22 perseguidos, y además hubo algunos que estuvieron de forma provisional hasta conseguir llegar a las filas nacionales."